# Livoda
46°10′35″N 18°58′10″E / 46.176487°N 18.969398°E
Livoda (hrv. Livada?) je četvrt grada Baje, grada u jugoistočnoj Mađarskoj.

## Zemljopisni položaj
Livada je jedna od četvrti grada Baje koje su imale ime hrvatskog podrijetla. Nalazi se na istoku Baje. Zapadno je Rókusváros, a sjeverno je Kiscsávoly. Granicu joj predstavljaju dvije željezničke pruge na sjeveru i zapadu, a na istoku cesta br. 511. Na sjeveru je pruga koja vodi iz Bajskih salaša, Bikića i Boršota i Aljmaša prema bajskom kolodvoru i dalje prema bajskoj luci. Zapadno je pruga koja vodi prema skladištima i terminalima u Baji.

## Upravna organizacija
Upravno pripada naselju Baji.
Poštanski broj je 6500.

## Vanjske poveznice
- Slike s Livode